# Марченко Руслан Володимирович
Русла́н Володи́мирович Ма́рченко (27 січня 1978 — 11 березня 2016) — старший солдат Збройних сил України, учасник російсько-української війни.

## Життєпис
Народився 1978 року в селі Михнівці Лубенського району (Полтавська область); навчався у Вовчицькому ліцеї та Полтавському педагогічному інституті — закінчив з відзнаками. Майже рік працював на Дніпропетровщині учителем історії та географії. 2004 року закінчив аспірантуру у Дніпропетровську. Останніми роками працював у Києві — в Деснянській адміністрації із соціального забезпечення населення.
1 червня 2015 року мобілізований, старший солдат, кулеметник 1-ї мотопіхотної роти 16-го окремого мотопіхотного батальйону «Полтава».
11 березня 2016-го загинув під час мінометного обстрілу позицій українських військ в промзоні Авдіївки — був на чергуванні спостерігачем, одна з мін зачепилась за дерево та розірвалася у повітрі поряд із ним.
Похований у селі Михнівці.
Без Руслана лишились батьки, сестра та син.

## Нагороди та вшанування
За особисту мужність, сумлінне та бездоганне служіння Українському народові, зразкове виконання військового обов'язку відзначений — нагороджений
- орденом «За мужність» ІІІ ступеня (8.4.2016, посмертно)[1]